# 持月玲依
持月玲依（1986年7月9日—）是日本女性聲優。Across Entertainment所属。愛知縣出身。血型O型。

## 来歴・人物
畢業於日本播音演技研究所、從2010年開始為Across Entertainment所屬。與事務所內的西口杏里沙、夏目凛子組成「瞬間リアライズ」。
2011年在《戰國少女～桃色異傳～》中以聲優首次亮相。然後和同作品内的聲優明坂聰美、國立幸、伊瀨茉莉也結成天下取り隊。

## 出演作品

### 電視動畫
2011年
- 糖果精靈（クルー・アリア、エイミー）
- 戰國少女～桃色異傳～（今川義元）
- 戰國☆天堂 -極-（甲斐姫）
- 夏目友人帳参（情侶的女子、手遞石頭的女學生）
- 女神異聞錄4（女子B）
- 戰鬥陀螺 鋼鐵奇兵 4D（クリスの仲間B）
- 蘿球社！（生徒B、部員F）
- 遊戲王ZEXAL（神月アンナ）

2012年
- 殭屍哪有那麼萌？（仲代珠里）
- 麵包超人（コン太、貓美）
- 超速變形螺旋傑特（向井晶）

2013年
- 悠悠式（女學生2）
- 科學超電磁砲S（風紀委員〈女〉、櫻井純）
- 超次元戰記 戰機少女（暴徒C）
- 來自風平浪靜的明天（村里繪子、天氣預報的大姐姐）
- 噬血狂襲（築島倫）
- 白色相簿2（羽月）

2014年
- 信長之槍（梅亞莉、放送）

2015年
- 魔物娘的同居日常（奏比娜）

2017年
- 此花綺譚（菖）

2018年
- 三麗鷗男子（女子）

2020年
- 魔法紀錄 魔法少女小圓外傳（箏曲社社員）

### OVA
2012年
- 名偵探柯南 傳說中的球棒的奇蹟（レイジ）

2019年
- 噬血狂襲III「深淵薔薇篇Ⅰ」（築島倫）

### 遊戲
2021年
- 碧藍航線（天鷹）

2022年
- 魔法禁书目录 幻想收束（櫻井純）

## 外部連結
- 所属事務所官方網頁
- 持月玲依的網誌 （页面存档备份，存于）